# Dicranella debilis
Dicranella debilis là một loài rêu trong họ Dicranaceae. Loài này được Hook. & Wilson Lesq. & James mô tả khoa học đầu tiên năm 1884.